# Heinz-Christian Strache
Heinz-Christian Strache (født 12. juni 1969 i Wien) er en østrigsk politiker, der siden 2005 har været politisk leder af Freiheitliche Partei Österreichs. Politisk regnes han for at være stærkt højreorienteret og populistisk. 
Hans familie måtte forlade Sudetenland efter  2. verdenskrig. Han mistede sin far som treårig og voksede op hos sin mor under beskedne forhold i Wien.
Strache, der er uddannet tandtekniker, blev aktiv i kommunalpolitik i Wien i 1991. I 2004 efterfulgte han Hilmar Kabas som leder af FPÖ i Wien. Strache blev længe anset som en af partiformand Jörg Haiders disciple, men i 2005 blev de to uenige, og efter tilbagegang ved delstatsvalgene opstod der rygter om, at Strache ville stille op som partiformand mod Haiders søster, Ursula Haubner. Udsigten til søsterens nederlag var formentlig medvirkende til, at Haider dannede et nyt parti, Bündnis Zukunft Österreich. Efter splittelsen blev Strache valgt som partiformand 23. april 2005.
Han blev i 2006 valgt til Nationalrådet og var fra 2005 til 2019 formand for FPÖ. Strache var fra 2017 til 2019 vicekansler i Østrig. Han trak sig som partiformand og vicekansler den 18. maj 2019 efter offentliggørelse af en hemmelig videooptagelse. Optagelsen var en fælde. Videoen afslører den tidligere vicekansler i at forhandle med en rig russisk kvinde, der mener at kunne bidrage til en valgsejr ved det forestående valg.
FPÖ's valgresultater har siden splittelsen været blandede. Partiet røg helt ud af landdagen i Steiermark og blev reduceret til 5,7% i Burgenland, men overgik alle forventninger ved valget i Wien i oktober 2005. Ved valget til Østrigs Nationalråd i 2008 fik både FPÖ og BZÖ stor fremgang og udgør nu sammen parlamentets næststørste gruppe. Strache ledte som spidskandidat en kampagne, der blev betegnet som xenofobisk. Partiet fik 14,9% af stemmerne. Et slogan fra kampagnen lød: Wien darf nicht Istanbul werden (Wien må ikke blive Istanbul). Baggrunden er, at Wien har et betydeligt tyrkisk mindretal, og sloganet indeholder en reference til Slaget om Wien i 1683, hvor Vesten sejrede over islam.
I januar 2007 blev der offentliggjort nogle still-billeder fra en video optaget i de sene 1980'ere, hvor en uniformeret Strache angiveligt deltog i paramilitære øvelser. Det blev hævdet, at de øvrige deltagere var nynazister. Selv har Strache afvist beskyldningerne og forklaret, at han blot deltog i en paintball-turnering som 18-årig. Kansler Alfred Gusenbauer reagerede ved at omtale hændelsen som "ungdomsdumhed". Senere på måneden blev der offentliggjort flere billeder fra videoen, hvor Strache heiler. Strache hævede, at han bestilte øl. Billederne førte til, at det østrigske jødiske samfund kritiserede regeringen for ikke at tage afstand fra hændelsen.

## Ibiza-affæren
Strache trak sig i maj 2019 fra hververne som vicekansler og partileder efter offentliggørelsen af en skjult optaget video på Ibiza fra 2017. I optagelsen tilbød han statslige kontakter til en udenlandsk kvinde som angav at være en velstående mulig sponsor til partiet. Hun oplyste at være niece til en russisk oligark, men det hele var en forestilling.  
Samtalen mellem Strache og kvinden drejede sig blandt andet om skjulte valgkampdonationer til FPÖ, overtagelse af avisen Kronen Zeitung og mulighederne for at ændre redaktionen til fordel for FPÖ. De talte om en mulig ændring af det østrigske mediesystem og mulighederne for at få partidonationer uden om Østrigs rigsrevision. Alt dette skulle ske mod mulige genydelser fra FPÖ i form af statslige opgaver, hvis partiet vandt valget i 2017. Optagelsen var en fælde lavet af (i maj 2019) ukendte personer. Sagen blev offentliggjort af Der Spiegel og Süddeutsche Zeitung den 17. maj 2019.